# Hercostomus neimengensis
Hercostomus neimengensis är en tvåvingeart som beskrevs av Yang 1997. Hercostomus neimengensis ingår i släktet Hercostomus och familjen styltflugor. Inga underarter finns listade i Catalogue of Life.